# Prolixocupes latreillei
Prolixocupes latreillei är en skalbaggsart som först beskrevs av Antoine Joseph Jean Solier 1849.  Prolixocupes latreillei ingår i släktet Prolixocupes och familjen Cupedidae. Inga underarter finns listade i Catalogue of Life.